# Symmachia tatiana
Symmachia tatiana är en fjärilsart som beskrevs av William Chapman Hewitson 1870. Symmachia tatiana ingår i släktet Symmachia och familjen Riodinidae. Inga underarter finns listade i Catalogue of Life.